# Ruka: kompletní průvodce
Ruka: kompletní průvodce je dětská knížka patřící mezi populárně naučné encyklopedie. Napsala ji česká spisovatelka Magda Garguláková. Albatros knížku vydal v roce 2021 a o rok později byla nominována na Zlatou stuhu v kategorii Literatura faktu pro děti a mládež. Ve stejném roce získala nominaci na cenu Magnesia Litera v kategorii Litera za knihu pro děti a mládež, ale ani tam nezvítězila.
Encyklopedie ukazuje čtenáři všechny stránky ruky pomocí poutavých barevných ilustrací. Knížka je určená čtenáři od 9 let, ale při společném čtení může bavit i mladší publikum, díky oceňované práci ilustrátora Vítězslava Mecnera.

## Obsah
V prvních kapitolách se čtenář dozví, z čeho se ruka skládá, že v sobě ukrývá kosti, svaly, klouby, šlachy, cévy, nervy, a to vše pokrývá kůže, na které můžeme najít papilární linie a nehty. Zjistí, že žádná ruka není stejná, některé jsou malé, jiné zraněné či potetované. To je jen malý výčet příkladů, co může knížka ukázat. V dalších kapitolách se seznámí, k čemu všemu nám jsou ruce, co všechno umí, co o nás prozrazují, jakou důležitou roli hrají v komunikaci. Ke konci se i dozví, jak se o ruce starat a v nejhorších případech co dělat, když ji nemáme.

## Přijetí díla a interpretace
Při nominaci Magnesia Litera uvedla že Ruka je nápaditou encyklopedií nejen šíří faktů, ale hlavě švihem a humorem.  To se potvrzuje i na stránkách Zlaté stuhy, na niž byla knížka též nominována. Píší, že rukopis ilustrátora je velmi barevný a humorný.
Jitka Nešporová píše na webu ILiteratura.cz, že knížka má čtenáře poučit, ale dělá to chytře. Informace jsou logicky roztříděné a proložené vtipnými ilustracemi a „cool průpovídkami“, které podněcují čtenáře ke kladení dalších otázek a tvoření dalších příkladů.
Na webu Mravenčí chůva poukazují na fakt, že se v díle objevují náročné pojmy, a proto je doporučována od 9 let, ale když se najdou rodiče, kteří budou ochotní odpovídat na dětské otázky, je to skvělá knížka i pro mladší čtenáře.